# Валентина Павличић
Валентина Павличић, девојачко Чершков (Ниш, 22. април 1965) српска је позоришна, телевизијска и гласовна глумица и позоришна редитељка.

## Биографија
Валентина Павличић је рођена 22. априла 1965. године у Нишу. Ћерка је редитеља Бориса Чершкова. Дипломирала је на Академији драмских уметности у Новом Саду у класи Боре Драшковића, одсек глума и мултимедијална режија. Стални је члан драмског ансамбла Позоришта на Теразијама од 1989. године. Коаутор је и координатор пројекта „Лименкица-улазница“, уметнички директор дечијег позоришта „Чарапа“ и председница удружења „Еко арт”. Синхронизовала је више од 350 цртаних филмова и серија. Радила је за студије Басивити, Лаудворкс, Призор, Студио, Блу хаус, Голд диги нет и Соло, као и за МАТ продукцију и РТС. Такође је била водитељка емисије „Водич за родитеље”.

## Филмографија
| Год.       | Назив             | Улога                   |
| ---------- | ----------------- | ----------------------- |
| 1989.      | Балкан експрес 2  | Комунисткиња            |
| 1991.      | У име закона      |                         |
| 1997-1998. | Мала школа живота |                         |
| 1999.      | Породично благо   | Оставински судија       |
| 2004.      | Парадокс          | Супер Беба              |
| 2007.      | Шумска школа      | Оловка (позајмила глас) |
| 2007.      | Бела лађа         | Наталија Вуковић        |
| 2007-2008. | Љубав и мржња     | Весна                   |
| 2014.      | Ургентни центар   | Госпођа Тепић           |
| 2020.      | Неки бољи људи    | Даринка                 |

## Улоге у синхронизацијама
| Година     | Наслов                                         | Улоге                                                                                            |
| ---------- | ---------------------------------------------- | ------------------------------------------------------------------------------------------------ |
| 1996.      | Штрумпфови (РТС)                               | Штрумпфета итд.                                                                                  |
| 1998.      | Блинки Бил (РТС)                               | Марша итд.                                                                                       |
| 2000.      | Рудолф: Ирвас црвеног носа                     | Баба Мраз, Спаркл, Глитер, Зои                                                                   |
| 2000.      | Деда Мраз и чаробни добош                      | Нора                                                                                             |
| 2001.      | Змајева кугла                                  | Чи-Чи, Ланч, врачара Баба, Пуар                                                                  |
| 2001.      | Пустоловине са Дигимонима                      | Мими Тачикава, Пијомон, Тејлмон, Бирдамон, Гарудамон, Ангевомон, Плотмон, Пјокомон, Лејдидевимон |
| 2002.      | Џими Неутрон: Дечак геније                     | Синди Вортекс                                                                                    |
| 2003.      | Змајева Кугла З                                | Чи-Чи, Ланч, врачара Баба, Пуар (епизоде 1-52)                                                   |
| 2003.      | Магични пудинг                                 | Алберт, сви женски ликови                                                                        |
| 2004.      | Црвенкапа                                      | Бака                                                                                             |
| 2005.      | Чарли и Мимо (РТС)                             | већина женских улога                                                                             |
| 2007.      | Брац бебе: Филм                                | Госпођица Калабаш                                                                                |
| 2007.      | Шоу Пере Детлића                               | Госпођа Злоћа                                                                                    |
| 2008.      | Медведићи                                      | Греми Гами                                                                                       |
| 2008.      | Мопатопова радња                               | Пачуленце                                                                                        |
| 2008.      | Тарзан                                         | Кала                                                                                             |
| 2008-2009. | Трактор Том                                    | Фи, Рора                                                                                         |
| 2008.      | Чаробни школски аутобус (Студио)               | Госпођица Фрицл, Фиби, Кеша                                                                      |
| 2009.      | 101 далматинац (цртана серија)                 | Круела де Вил, Дадиља                                                                            |
| 2009.      | Звончица                                       | Краљица Кларион, приповедачица                                                                   |
| 2009.      | Пепа Прасе (Лаудворкс, сезона 2)               | Бака Прасе, Мадам Газела                                                                         |
| 2009.      | Херкул                                         | Хера                                                                                             |
| 2010.      | Пинки и Перки шоу                              | Тара, Вера, Тамара                                                                               |
| 2011-2015. | Ватрогасац Сима                                | Сава Поплава, Мица                                                                               |
| 2011.      | Звончица и изгубљено благо                     | Краљица Кларион, приповедачица                                                                   |
| 2011-2015. | Чагингтон (Студио)                             | сви женски ликови                                                                                |
| 2011-2012. | Чагингтон: Потрага за значком                  | сви женски ликови                                                                                |
| 2011.      | Шарлотина мрежа 2: Вилбурова велика авантура   | Џој, Беси, госпођа Хирш                                                                          |
| 2012.      | Алиса у земљи чуда                             | Краљица Срце, Бела рада                                                                          |
| 2014.      | Тандерменови                                   | Барб Тандермен (неке епизоде)                                                                    |
| 2014.      | Татонкине приче                                | Топа                                                                                             |
| 2014-2016. | Том и чаробно дрво (Студио)                    | Аријела (епизоде 53-72), Уча                                                                     |
| 2015.      | Бела и Булдози                                 | Госпођица Фернандез, Дорис Мекена                                                                |
| 2015.      | Ватрогасац Сима: Велики пожар у Пламенграду    | Сава Поплава, Мица                                                                               |
| 2015.      | Пепа Прасе (Блу хаус)                          | Бака Прасе, Слоница Емили, Мадам Газела                                                          |
| 2015.      | Семи и пријатељи                               | Шели, Рита итд.                                                                                  |
| 2016.      | 100 ствари које треба урадити пре средње школе | Госпођица Клејмор, Џил Џилертон                                                                  |
| 2016.      | Алвин и веверице                               | додатни гласови                                                                                  |
| 2016.      | Дан када је Хенри срео                         | Мама, зец, багер итд.                                                                            |
| 2016.      | Изгубљени на Дивљем западу                     | Госпођа Колвел                                                                                   |
| 2016.      | Кућа Бука                                      | Агнес Џонсон, Корин, Линдзи Свитвотер, Мајра, Керол Пингри, госпођица Кармајкл, Шерил            |
| 2016.      | Југио Зексал                                   | Кети Кетрин, Кари Цукамо                                                                         |
| 2016.      | Патролне шапе                                  | Јуми (неке епизоде)                                                                              |
| 2016.      | Развали игру                                   | Дајана ди Вејн, госпођа Кендал, инспекторка Грин                                                 |
| 2016.      | Руфус                                          | Мама                                                                                             |
| 2016.      | Светлуцава и Сјајна                            | Мила                                                                                             |
| 2016.      | Тинејџ вештица                                 | Директорка Торес                                                                                 |
| 2016.      | Харви Кљунић                                   | Мајли                                                                                            |
| 2016.      | Школа рока                                     | Даја                                                                                             |
| 2016.      | Блејз и чудовишне машине                       | Бакица                                                                                           |
| 2017.      | Мој живот као Тиквица                          | Госпођа Папић                                                                                    |
| 2017.      | Академија чаролија                             | Амелија Фојлер                                                                                   |
| 2017.      | Бансен је звер                                 | Госпођица Лудић (неке епизоде)                                                                   |
| 2017.      | Ватрогасац Сима: Узбуна са ванземаљцима        | Сава Поплава, Мица                                                                               |
| 2017.      | Вртирепи                                       | Наратор                                                                                          |
| 2017.      | Зоолошка улица (Студио)                        | Моли                                                                                             |
| 2017-2021. | Нела – витешка принцеза                        | Ута, додатни гласови                                                                             |
| 2017.      | Ники, Рики, Дики и Дон                         | Ерика Најтли                                                                                     |
| 2017.      | Ригл акедеми                                   | Клара Пепељуга, Мајка цвећа, Зла краљица                                                         |
| 2017.      | Смањен Божић                                   | Госпођа Финдлеј                                                                                  |
| 2017.      | Сунђер Боб Коцкалоне (Голд диги нет, ТВ синх.) | додатни гласови                                                                                  |
| 2017.      | Тинејџ вештица                                 | Директорка Торес                                                                                 |
| 2017.      | Три мачића                                     | Бака                                                                                             |
| 2017.      | Харви Кљунић                                   | Бака Мајли, Лејди Педлс                                                                          |
| 2017.      | Чудновили родитељи                             | Кони Кармајкл (сезона 10 епизода 37)                                                             |
| 2018.      | Уздизање нинџа корњача (С1)                    | додатни гласови                                                                                  |
| 2018.      | Најбољи летачи                                 | Ронда (С2Е24)                                                                                    |
| 2018.      | Живот Стенлијевих                              | Лиза Стенли                                                                                      |
| 2018.      | Инстант мама                                   | Госпођа Махари, Триш, Беверли                                                                    |
| 2018.      | Кремпитићи                                     | Бака, Изачега                                                                                    |
| 2018.      | Ухвати Ејса                                    | Милдред                                                                                          |
| 2018-2021. | Мистерија породице Хантер                      | Хедвига Хантер, Стела, Гђица Лукас                                                               |
| 2018.      | Си дед ран                                     | додатни гласови                                                                                  |
| 2018.      | Хеј, Арнолде: Закон џунгле                     | додатни гласови                                                                                  |
| 2018.      | Цеца Переца                                    | додатни гласови                                                                                  |
| 2018.      | Чета витезова                                  | Вештица докторка                                                                                 |
| 2018.      | Џепна Поли                                     | Шани, Гвен Гранде, Полина мама                                                                   |
| 2018.      | Тата-мата Расти                                | Госпођа Риветс                                                                                   |
| 2019.      | Ватрогасац Сима: Спреман за акцију!            | Мица, Дина, госпођа Поплава                                                                      |
| 2019.      | Еби Хечер, мазоловка                           | Куварица Бет итд.                                                                                |
| 2019.      | Екипа цицамаца                                 | додатни гласови                                                                                  |
| 2019.      | Како да дресирате свог змаја 3                 | Валка                                                                                            |
| 2019.      | Миракулус: Авантуре Бубамаре и Црног Мачора    | Професорка Бустије, додатни гласови                                                              |
| 2019.      | Младе снаге истраге                            | Дајен                                                                                            |
| 2019.      | Патролне шапе (филм)                           |                                                                                                  |
| 2019.      | Чудовишна екипа математичара                   | Госпођа Мопли                                                                                    |
| 2020.      | Плашите ли се мрака                            | додатни гласови                                                                                  |
| 2020.      | Дугастично-лептираста једнорог-маца            | додатни гласови                                                                                  |
| 2020.      | Касаграндеси                                   | Марија Сантјаго, Мејбел                                                                          |
| 2020.      | Прстохват магије                               | Ребека „Беки“ Квин                                                                               |
| 2020.      | Прстохват магије: Град мистерија               | Дикша                                                                                            |
| 2020.      | Скуби-Ду је то и погоди још ко                 | Шер, Керол Бурнет, Жанин, додатни гласови                                                        |
| 2020.      | То је пони                                     | Госпођа Пинкертон, Пени Рамиро                                                                   |
| 2020.      | Фентази патрол                                 | додатни гласови                                                                                  |
| 2020.      | Патролне шапе 2: Припрема, позор, спасавај     |                                                                                                  |
| 2020.      | Лего: Градска посла                            | Госпођа Бахатић, Рејз итд.                                                                       |
| 2020.      | Хлебопатке                                     | Госпођа Свитка                                                                                   |
| 2021.      | Алиса и Луис                                   | Краљица                                                                                          |
| 2021.      | Бепци (2021)                                   | Луси Кармајкл                                                                                    |
| 2021.      | Биро магичних ствари                           |                                                                                                  |
| 2021.      | Варварка и трол                                | Генерал Герт итд.                                                                                |
| 2021.      | Време је за авантуру: Далеке земље             | Госпођа Живот, Маргарет                                                                          |
| 2021.      | Голдина стара гарда                            | Рејнбоу                                                                                          |
| 2021.      | Пепа Прасе (Голд диги нет)                     | Мадам Газела, Бака Прасе                                                                         |
| 2021.      | Плашите ли се мрака: Клетва Сеновитог          | Зојина мама                                                                                      |
| 2021.      | Посао са стране                                | Етел                                                                                             |
| 2022.      | Господар Силни и Андервудови                   | Нана Киркланд                                                                                    |
| 2022.      | Томас и другари (Thomas & Friends: All Engines Go)                             | Кларабел                                                                                         |
| 2022.      | Клифорд — велики црвени пас (2021)             | Госпођа Крулерман                                                                                |
| 2022.      | Звездане стазе: Протозвезда                    | Нулти                                                                                            |
| 2022.      | Мистерије Стеновитог острва                    | Џилијан Рај                                                                                      |
| 2022.      | Трансформерси: Земаљска искра                  | Скајворп                                                                                         |
| 2022.      | Ники Велики (ТВ серија)                        | Гђа Поуп                                                                                         |
| 2023.      | Супер Марио браћа филм                         |                                                                                                  |
| 2023.      | Монстер хај (ТВ серија)                        | Гђица О'Шрик, Медуза Горгон                                                                      |
| 2023.      | Стварна кућа Бука                              | Старица, Мала старица                                                                            |
| 2023.      | Газда Меда                                     | Бака                                                                                             |
| 2023.      | Пачија посла                                   | Ерин                                                                                             |
| 2023.      | Нинџа корњаче: Хаос                            | Синтија Утром                                                                                    |
| 2023.      | Нинџаго: Уздизање змајева                      | додатни гласови                                                                                  |
| 2023.      | Ричард Рода 2                                  |                                                                                                  |
| 2024.      | Кунг-фу панда 4                                | Камелеонка                                                                                       |
| 2024.      | Зуки и Руби на планети Земљи                   | Бака Џен                                                                                         |
| 2024.      | Измишљени пријатељи                            | Бака                                                                                             |
| 2025.      | Штрумпфови: Велики филм                        |                                                                                                  |